# Отдел „Масов“ при ЦК на БРП (к.)
Отделът „Масов“ при ЦК на БРП (к.), е създаден с решение на Политбюро № 1 от 17 октомври 1944 г. При отдела са изградени няколко масови комисии: кооперативна, занаятчийска, женска, спортна, културно-просветна, малциствена. Към края на 1944 г. от масовите комисии се създават сектори при отдела.
С решение на Политбюро № 7 от 28 февруари 1946 г. „Масовият отдел“ на ЦК е разформирован, функциите му се поемат от Секретариата и отделите: „Пропаганда и агитация“ (Агитпроп), „Военен“ и „Стопански“, а сътрудниците му преминават към съответните отдели.

## Завеждащи отдела
- Димитър Ганев (1944)